# Куєждіу
Куєждіу (рум. Cuejdiu) — село у повіті Нямц в Румунії. Входить до складу комуни Гирчина.
Село розташоване на відстані 284 км на північ від Бухареста, 9 км на північний захід від П'ятра-Нямца, 99 км на захід від Ясс.

## Населення
За даними перепису населення 2002 року у селі проживали 1205 осіб, усі — румуни. Усі жителі села рідною мовою назвали румунську.